# Heubach
Heubach è un comune tedesco di 10 063 abitanti situato nel land del Baden-Württemberg.